# Reichsgau de Valonia
El reichsgau de Valonia (en alemán: reichsgau Wallonien; en francés: gau du Reich Wallonie) fue un breve Reichsgau de la Alemania nazi establecido en 1944. Abarcaba la actual Valonia en sus antiguas fronteras provinciales, excluyendo Comines-Warneton pero incluyendo Voeren. Eupen-Malmedy y Moresnet también fueron omitidas, las cuales ya habían sido incorporadas a Alemania después de su victoria en la batalla de Francia en 1940.
Cuando la Alemania nazi anexionó el Reichskommissariat Belgien-Nordfrankreich el 15 de diciembre de 1944, ninguna parte del reichsgau de Valonia planeado estaba bajo control alemán. Durante la batalla de las Ardenas, todo el territorio al este del Frente Occidental dentro de Bélgica (excluyendo Bastoña) pasó a formar parte del Reichsgau de Valonia. El municipio más poblado en poder de los alemanes dentro del Reichsgau de Valonia fue Rochefort.

## Historia
Después de su invasión por Alemania en junio de 1940, Bélgica fue colocada inicialmente bajo un gobierno militar "temporal", a pesar de que facciones más radicales dentro del gobierno alemán, como las SS, instaban a la instalación de otro gobierno civil nazi, como se había hecho en Noruega y Holanda. Se unió a los dos departamentos franceses de Nord y Pas-de-Calais (incluidos por el hecho de que parte de este territorio pertenecía a la Flandes germánica, así como por el hecho de que toda la región formaba una unidad económica integral) como el Comisariado Imperial para Bélgica y el Norte de Francia (Militärverwaltung in Belgien und Nordfrankreich).
A pesar de esta actitud intransigente en ese momento, se decidió que toda la zona debía asimilarse algún día en el Tercer Reich y dividirse en tres nuevos Reichsgaue de un Gran Reich Alemán: Flandes y Brabante para los territorios flamencos, y Valonia para las partes valonas. El Reichsgau de Brabante iba a estar encabezado por el Gauleiter U. van Brusselen. El 12 de julio de 1944, se estableció el Reichskommissariat Belgien-Nordfrankreich para lograr precisamente este objetivo, derivado de la administración militar anterior. Curiosamente, este paso solo se dio al final de la Segunda Guerra Mundial, cuando los ejércitos de Alemania ya estaban en plena retirada. El nuevo gobierno ya fue derrotado por los avances aliados en Europa Occidental en septiembre de 1944, y se restauró la autoridad del gobierno belga en el exilio. La incorporación real al estado nazi de estas nuevas provincias, por lo tanto, solo se produjo de iure y con sus líderes ya en el exilio en Alemania. El único lugar donde se logró algún beneficio notable en el restablecimiento de la autoridad del Reich ocurrió en partes del sur de Valonia durante la batalla de las Ardenas. Los colaboradores simplemente lograron una victoria pírrica desde que los tanques aliados entraron en Bélgica varios meses antes, esto ya marcó el final de sus dominios personales en el Reich. Muchos de sus partidarios huyeron a Alemania, donde fueron reclutados por las Waffen-SS para participar en las últimas campañas militares del Tercer Reich.
En diciembre de 1944, Bélgica (incluyendo teóricamente los dos departamentos franceses) se dividió en el Reichsgau de Flandes, el reichsgau de Valonia y el Distrito de Bruselas, todos los cuales fueron nominalmente anexionados por el Gran Reich Alemán (excluyendo la provincia de Brabante). En Flandes, el partido DeVlag bajo la dirección de Jef van de Wiele se convirtió en el único partido político, en Valonia el Partido Rexista bajo la dirección de Léon Degrelle. Van de Wiele fue nombrado "líder nacional del pueblo flamenco" (Landsleider van het Vlaamsche volk) además de los títulos habituales de gauleiter und reichsstatthalter otorgados a los administradores regionales nazis alemanes. También se convirtió en el "Jefe del Comité de Liberación Flamenco" (Hoofd van het Vlaamsche Bevrijdingscomité).
Los valones, a pesar de su identidad nacional y lingüística francesa, fueron considerados germánicos romanizados por los nazis y, por lo tanto, como un pueblo pariente racial de los alemanes. Después de rechazar inicialmente la entrada a los voluntarios franceses y valones en las Waffen-SS por su percibida inferioridad racial, Heinrich Himmler cambió más tarde de opinión, afirmando que consideraba a las SS valonas "como el movimiento renacentista de un pueblo fundamentalmente germánico". Por lo tanto, los planificadores raciales propusieron la germanización de los valones y las partes integradas del norte de Francia.
Incluso antes de la incorporación real de toda Valonia, los alemanes también consideraron seriamente anexar, además de Luxemburgo, la pequeña área de habla alemana (Lëtzebuergesh) centrada en Arlon a una "región fronteriza del Reich", presumiblemente bajo el administrador civil de gau de Coblenza-Tréveris (desde 1942 Moselland). En mayo y junio de 1940, los ocupantes alemanes también discutieron la posibilidad de anexar, "de acuerdo con el principio de las tradiciones nacionales", la región del Bajo Dietsch al oeste de Eupen (llamada Platdietse streek) centrada en la ciudad de Limburgo, que era el núcleo histórico del Ducado de Limburgo.